# 北海道道541号問寒別佐久停車場線
北海道道541号問寒別佐久停車場線（ほっかいどうどう541ごう といかんべつさくていしゃじょうせん）は、北海道天塩郡幌延町と中川郡中川町を結ぶ一般道道（北海道道）である。

## 概要

### 路線データ
- 起点：北海道天塩郡幌延町字問寒別（北海道道583号上問寒問寒別停車場線交点）
- 終点：北海道中川郡中川町字佐久（JR北海道 宗谷本線 佐久駅）
- 総延長：22.762 km
- 実延長：21.682 km
- 重用延長：1.083 km

### 道路管理者
- 宗谷総合振興局 稚内建設管理部 事業課
- 上川総合振興局 旭川建設管理部 美深出張所

## 歴史
- 1966年（昭和41年）3月31日 - 路線認定[1]。

## 路線状況

### 重複区間
- 北海道道438号天塩中川停車場線（中川町字中川）
- 北海道道218号板谷佐久停車場線（中川町字佐久）

## 地理

### 通過する自治体
- 宗谷総合振興局
  - 天塩郡幌延町
- 上川総合振興局
  - 中川郡中川町

### 交差する道路
幌延町
- 北海道道583号上問寒問寒別停車場線 - 字問寒別（起点）

中川町
- 北海道道438号天塩中川停車場線 - 字中川（重複）
- 音中道路 中川IC（事業中） - 字琴平
- 北海道道218号板谷佐久停車場線 - 字佐久（重複）

### 沿線にある施設など
中川町
- 中川町立中央小学校 - 中川222
- 中川郵便局 - 中川262-6
- JR北海道 宗谷本線 天塩中川駅 - 字中川
- 北はるか農業協同組合中川支所 - 中川
- 中川町役場 - 中川
- 名寄警察署中川駐在所 - 中川
- 北星信用金庫中川支店 - 中川398
- JR北海道 宗谷本線 佐久駅 - 大字佐久